# كارمن ماكي
كارمن ماكي (بالإسبانية: Carmen Machi)‏ (و. 1963  م) هي ممثلة أفلام، ومغنية إسبانية، ولدت في مدريد.

## جوائز
حصلت على جوائز منها:
- الميدالية الذهبية لمدريد  [لغات أخرى]‏ (2017).[6]

## وصلات خارجية
- كارمن ماكي على موقع IMDb (الإنجليزية)
- كارمن ماكي على موقع ألو سيني (الفرنسية)
- كارمن ماكي على موقع أول موفي (الإنجليزية)
- كارمن ماكي على موقع قاعدة بيانات الأفلام السويدية (السويدية)
- كارمن ماكي على موقع قاعدة بيانات الفيلم (الإنجليزية)
- كارمن ماكي على موقع كينوبويسك (الروسية)